# Bonus-Malus-Regelung
Unter Bonus-Malus-Regelung versteht man ein System, das mit positiven und negativen Anreizen das gewünschte Verhalten erreichen möchte und somit eine Art der „Steuerungsfunktion“ auf Basis des Verursacherprinzips ausübt.

## Beispiele für Bonus-Malus-Regelungen

### Deutschland

#### Bonus-Malus-Regelung im Bereich der Arzneimittelverordnungen
Diese Regelung im Bereich der Arzneimittelverordnungen im deutschen Gesundheitswesen basierte auf dem Arzneimittelversorgungs-Wirtschaftlichkeitsgesetz (AVWG), das zum 1. Mai 2006 in Kraft trat. Es sah ab 2007 Strafzahlungen für Ärzte vor, wenn diese für bestimmte Krankheiten festgelegte Tagestherapiekosten überschritten (Malus).
Verschrieben Ärzte hingegen besonders günstige alternative Arzneimittel oder verordneten kleinere Dosierungen, so erhielt die Kassenärztliche Vereinigung einen Bonus.
Die zugrunde gelegten Tagestherapiekosten berechneten sich aus Medikamenten des unteren Preisdrittels und einer angenommenen mittleren Tagesdosis (DDD). Unberücksichtigt blieben individuelle Besonderheiten, die Schwere der Erkrankung und vorhandene Begleiterkrankungen.
Ärzteverbände kritisierten, dass mit dieser Regelung die Rationierung medizinischer Leistungen belohnt werde und das Vertrauensverhältnis zwischen Arzt und Patient durch die Bonusregelung erschüttert werden kann.
Nachdem der Bundesrat gegen diese Regelung den Vermittlungsausschuss angerufen hatte, wurde der Einspruch des Bundesrates vom Bundestag überstimmt.
Für 2008 hatten sich Krankenkassen und die Kassenärztliche Bundesvereinigung geeinigt, dass die Bonus-Malus-Regelung entfällt. Die Bonus-Malus-Regelung im Bereich der Arzneimittelverordnungen wurde mit dem Arzneimittelmarktneuordnungsgesetz aus dem Jahr 2010 aufgehoben.

#### Erneuerbare-Energien-Gesetz
Im Erneuerbare-Energien-Gesetz von 2000 ist eine kostendeckende Einspeisevergütung für Strom aus erneuerbaren Energien (Windenergie, Wasserkraft, Sonnenenergie usw.) gesetzlich festgelegt. Wobei nicht der Bau der Energieerzeugungsanlage bezuschusst wird, sondern nur der tatsächlich erzeugte und eingespeiste Strom bezahlt wird. Das wirtschaftliche Risiko bleibt beim Anlagenbetreiber.
Die Einführung des EEG hat zu einem Boom in der betroffenen Branche geführt. Zur Vermeidung von Wettbewerbsnachteilen können sich besonders stromintensive Unternehmen von der EEG-Umlage teilweise befreien lassen.

#### Kraft-Wärme-Kopplungsgesetz
Mit dem Kraft-Wärme-Kopplungsgesetz von 2002 soll die Investitionssicherheit für bestehende und neue Kraft-Wärme-Kopplungsanlagen sichergestellt werden. Zusätzlich zur „normalen“ Einspeisevergütung erhalten die Anlagenbetreiber für jede eingespeiste Kilowattstunde (kWh) einen Bonus.

### Österreich

#### Bonus-Malus-System bei der Kfz-Haftpflichtversicherung
Jeder Zulassungsbesitzer beginnt bei der Kfz-Haftpflichtversicherung in der Stufe 9, also bei 100 % der Tarifprämie. Wenn er innerhalb des Beobachtungszeitraumes, der vom 1. Oktober bis zum 30. September des nächsten Jahres läuft, zumindest einen Schaden verursacht, steigt er pro Schaden um drei Stufen. Fährt er ohne Schaden, verringert sich die Stufe um eins. Die Anpassung der B/M-Stufe erfolgt dann zur nächsten Hauptfälligkeit des Vertrages.
Es gibt die Möglichkeit, dass der Schaden durch den Versicherungsnehmer selbst bezahlt wird und er so seine Stufe behält. In der Regel zahlt es sich bei einer Schadenshöhe von 150 % der aktuellen Jahresprämie aus. Viele Versicherungsanstalten bieten einen „Freischaden“. Diese Regelung besagt, dass ein Schaden zu keiner Rückstufung führt.
Diese Tabelle gilt als gemeinsame Basis des Versicherungsverbandes
| Stufe   | 0/1  | 2/3  | 4/5  | 6/7  | 8/9   | 10/11 | 12/13 | 14/15 | 16/17 |
| Prozent | 50 % | 60 % | 70 % | 80 % | 100 % | 120 % | 140 % | 170 % | 200 % |

Die prozentuale Reduzierung der Prämie aufgrund der Bonusstufe kann von Versicherer zu Versicherer abweichen, da es keine gesetzliche Regelung mehr gibt. Die Nachlässe sind in den AKHB (allgemeine Bedingungen für die Kraftfahrzeughaftpflichtversicherung) der einzelnen Versicherer enthalten. Einige Versicherungen bieten zusätzliche Bonusstufen an.
Wechsel der Versicherung
Bei einem Wechsel der Versicherung werden die Stufe und ein offener Schaden mitgenommen, sodass man einem drohenden Malus dadurch nicht entgehen kann. Bei abweichenden internen Stufen gibt es deswegen auch die entsprechende externe Stufe, die bei einem Wechsel anzuwenden ist. Nur nach einem Jahr ohne angemeldetem Auto beginnt man wieder in der Grundstufe. Dadurch verliert man einen eventuellen Malus, aber auch eine niedrigere Bonusstufe. Teilweise bieten Versicherer aber an, eine alte Bonusstufe auch noch nach einem Jahr zu übernehmen.

#### Sozialversicherung
Das Bonus/Malus-System der Sozialversicherung stellt ausschließlich auf die Beschäftigung bzw. Beendigung von arbeitslosenversicherungspflichtigen Beschäftigungsverhältnissen ab. Bei einem Wechsel von einem geringfügigen Beschäftigungsverhältnis zu einem arbeitslosenversicherungspflichtigen Dienstverhältnis beim selben Dienstgeber gebührt daher der Bonus. Ebenso ist beim Wechsel von einem arbeitslosenversicherungspflichtigen Dienstverhältnis zu einer geringfügigen Beschäftigung ein Malus-Betrag zu entrichten.

#### Normverbrauchsabgabe (NoVA)
Mit 1. Juli 2008 wurde mit der Normverbrauchsabgabe ein Bonus-Malus-System für Neuwagen eingeführt. Fahrzeuge mit über 180 Gramm CO2-Ausstoß pro Kilometer zahlen seither einen Malus von 25 Euro, bei Fahrzeugen unter 120 Gramm CO2-Ausstoß gibt es einen Bonus von 300 Euro.
Seit 1. Jänner 2010 wird ein Malus von 25 Euro bereits für Fahrzeuge ab 160 Gramm/Kilometer fällig. Einen Bonus von 200 Euro gibt es für jene Fahrzeuge, die die Stickstoff-Grenzwerte und Partikelemissionen unterschreiten.

#### Pensionssystem
Es gibt im Pensionssystem einen Abschlag von der Alterspension, wenn man diese vorzeitig bezieht und einen Bonus, wenn man länger arbeitet.